# El Cuá
El Cuá är en kommun (municipio) i Nicaragua med 56 897 invånare (2012). Den ligger i den bergiga norra delen av landet i departementet Jinotega. Kommunen ligger mycket naturskönt och har två fina naturreservat, Peñas Blancas och Cerro Kilambé.

## Geografi
El Cuá gränsar till kommunerna Wiwilí de Jinotega och San José de Bocay i norr, Waslala i öster, Rancho Grande och La Dalia i söder, samt Jinotega och Santa María de Pantasma i väster. Kommunen största ort är dess centralort El Cuá med 3 662 invånare (2005). Olika delar av kommunen ligger mellan 300 och
1700 meter över havet.

## Historia
Kommunen bildades 1989 och hette då El Cuá - Bocay. År 2002 delades kommunen i två delar, då den nordöstra delen bröts ur och bildade den nya kommunen San José de Bocay. Samtidig döptes den kvarvarande sydvästra delen om till El Cuá.

## Religion
Kommunens festdagar är den 19 mars till minne av Josef från Nasaret och den 24 september till minne av Skyddsmantelmadonnan.